# 阿富阿
0°9′25″S 50°23′13″W / 0.15694°S 50.38694°W

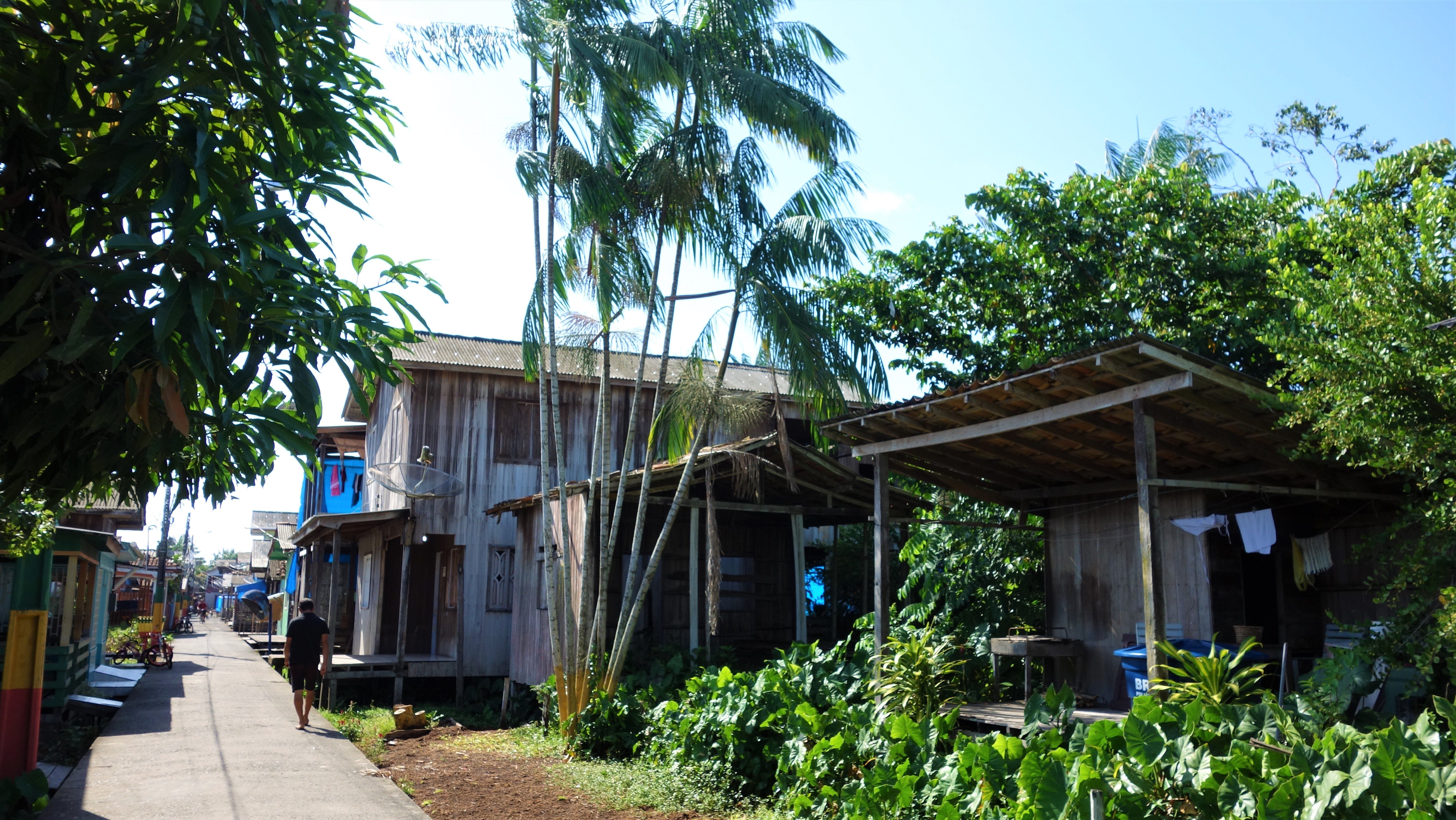
阿富阿

阿富阿（葡萄牙語：Afuá），是巴西的城鎮，位於該國北部，由帕拉州負責管轄，始建於1891年8月2日，面積8,373平方公里，海拔高度8米，2008年人口32,688，人口密度每平方公里4.4人。